# Mariusz Grzegorzek
Mariusz Grzegorzek, né le 20 janvier 1962 à Cieszyn, est un réalisateur et scénariste de cinéma, metteur en scène de théâtre et pédagogue polonais. Il est recteur de l'École nationale de cinéma de Łódź de 2012 à 2020.

## Biographie
Après l'obtention d'une maîtrise d'histoire de l'art à l'université Jagellonne de Cracovie en 1984, il commence un second cursus à l'École nationale de cinéma de Łódź où il soutient son mémoire de fin d'études en 1991. Avant même la délivrance de son diplôme, il y est recruté comme assistant et y poursuit une carrière universitaire parallèlement à ses activités de réalisation cinématographique et de mise en scène, obtenant le titre de professeur en 2006. Il est élu recteur en 2012 et réélu en 2016 pour un second mandat de quatre ans.
Il a assuré de nombreuses mises en scène au Théâtre Stefan Jaracz de Łódź (pl) ainsi que dans plusieurs théâtres de Varsovie et pour la télévision.
En octobre 2017, à l'occasion de la rentrée solennelle de l'année universitaire, il lance dans le discours inaugural qu'il prononce devant la communauté académique un appel solennel aux autorités politiques face aux menaces contre la liberté de création artistique en Pologne,.

## Filmographie partielle
- Goliathus, Goliathus (1990), comme réalisateur et scénariste
- Rozmowa z człowiekiem z szafy (pl) (Conversation avec l'homme de l'armoire) (1993), comme réalisateur et scénariste
- Królowa aniołów (pl) (La Reine des anges) (1999), comme réalisateur, scénariste, arrangeur musical
- Zwierzę powierzchni (2003), supervision artistique
- Jestem Twój (pl) (Je suis à toi) (2009), comme réalisateur, scénariste, scénographe, directeur du son, monteur
- Śpiewający obrusik (2015), comme réalisateur et scénariste

## Principales mises en scène au théâtre
(montées en l'absence d'autre précision à Łódź)
- Poison Pen de Ronald Harwood  (1994)
- Agnès de Dieu (en) de John Pielmeier (en) (1996)
- La Ménagerie de verre de Tennessee Williams (1997)
- Un tramway nommé Désir de Tennessee Williams  (1998)
- Simpatico de Sam Shepard – Teatr Powszechny w Warszawie (1999)
- Rutheford et fils (en) de Githa Sowerby (en) (1999)
- Le deuil sied à Électre d'Eugene O'Neill (2000)
- Amy's View de David Hare – Teatr Powszechny w Warszawie (2001)
- La peau de serpent de Tennessee Williams (2002)
- The Country de Martin Crimp – Teatr Studio (pl) de Varsovie (2003)
- The Secret Rapture de David Hare (2003)
- Drømmen (The Dream) de Stig Dalager (en) (2004)
- The Glory of Living (en) de Rebecca Gilman (en)  (2005)
- Lion in the Streets (en) de Judith Thompson (2006)
- Agnès de Dieu (en) de John Pielmeier (en) - Olsztyn (2006)
- Habitat de J. Thompson (2007)
- Macbeth de William Shakespeare  (2008)
- Le Crépuscule d'Isaac Babel  (2009)
- Le Dibbouk de Szymon An-ski (2010)
- La Parole de Kaj Munk (2011)
- The Clean House (en) de Sarah Ruhl (en) (2012)

## Récompenses et distinctions
- 1993 : Prix spécial du jury au 18e Festival du film polonais de Gdynia pour Rozmowa z człowiekiem z szafy (pl) (Conversation avec l'homme de l'armoire)
- 1993 : accessit au Festival international du film de Venise pour le même film
- 2011 : Médaille du Mérite culturel polonais Gloria Artis[5].

## Crédit d'auteurs
- (pl) Cet article est partiellement ou en totalité issu de l’article de Wikipédia en polonais intitulé « Mariusz Grzegorzek » (voir la liste des auteurs).